# Тьэнгъаек
Тьэнгъаек (кхмер. ជើងឯក [cəːŋʔaek]) — участок бывшего сада, где растили орхидеи, и китайского кладбища приблизительно в 17 км к югу от Пномпеня, Камбоджа. Является самым известным из участков, известных как Поля смерти, где режим Красных кхмеров казнил приблизительно 17 000 человек между 1975 и 1978 годами. В братских могилах сразу после падения режима Красных кхмеров было найдено 8895 тел. Многие из мёртвых были ранее заключёнными тюрьмы S-21.
Сегодня Тьэнгъаек — мемориал с буддистским храмом. Храм имеет двойные акриловые прозрачные стены, которые заполнены более чем 5000 человеческих черепов. Храм открыт для посещения.
Камбоджийское правительство сделало из Тьэнгъаека туристическую достопримечательность. Кроме храма, там есть ямы, из которых выкапывались тела. Человеческие кости всё ещё можно разглядеть в грязи.
3 мая 2005 муниципалитет Пномпеня объявил, что они вступили в 30-летнее соглашение с JC Royal Co., чтобы реконструировать мемориал в Тьэнгъаеке.
Фильм «Поля смерти» — драматизированное изображение событий, которые происходили в Тьэнгъаеке.

## Дерево Чанкири

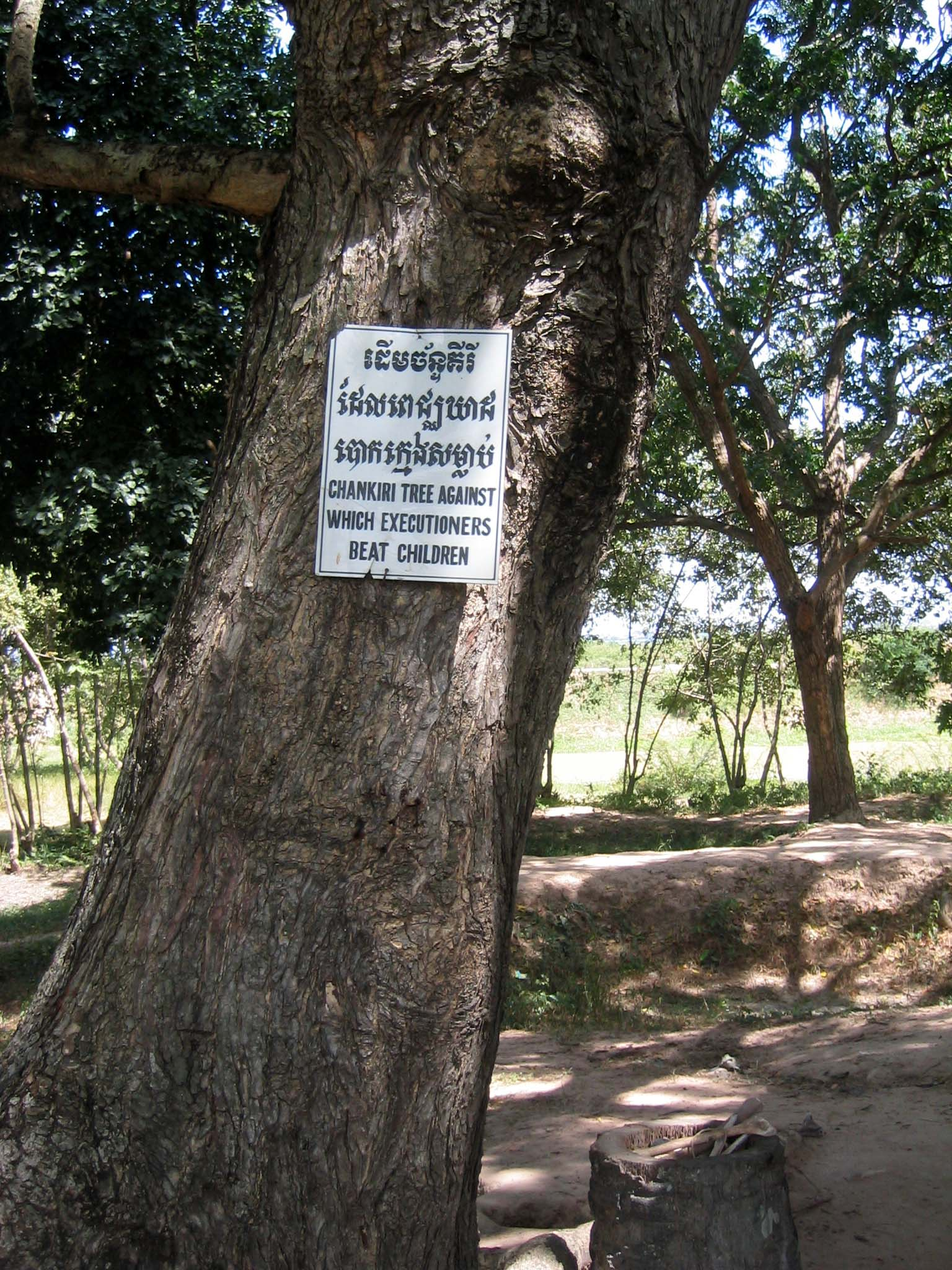
На знаке надпись «Дерево Чанкири, о которое палачи били детей» на английском и кхмерском языках

Дерево Чанкири, или дерево-убийца — дерево в Камбодже на Полях смерти, о которое разбивали детей и младенцев из-за обвинения их родителей в преступлениях против Красных кхмеров. Дети уничтожались для того, чтобы они «не выросли и не отомстили за смерти своих родителей». Некоторые солдаты смеялись во время избиения детей. Отсутствие смеха могло трактоваться как симпатия к казнимым, что, в свою очередь, могло вызвать преследование обвинённого в ней.

## Галерея

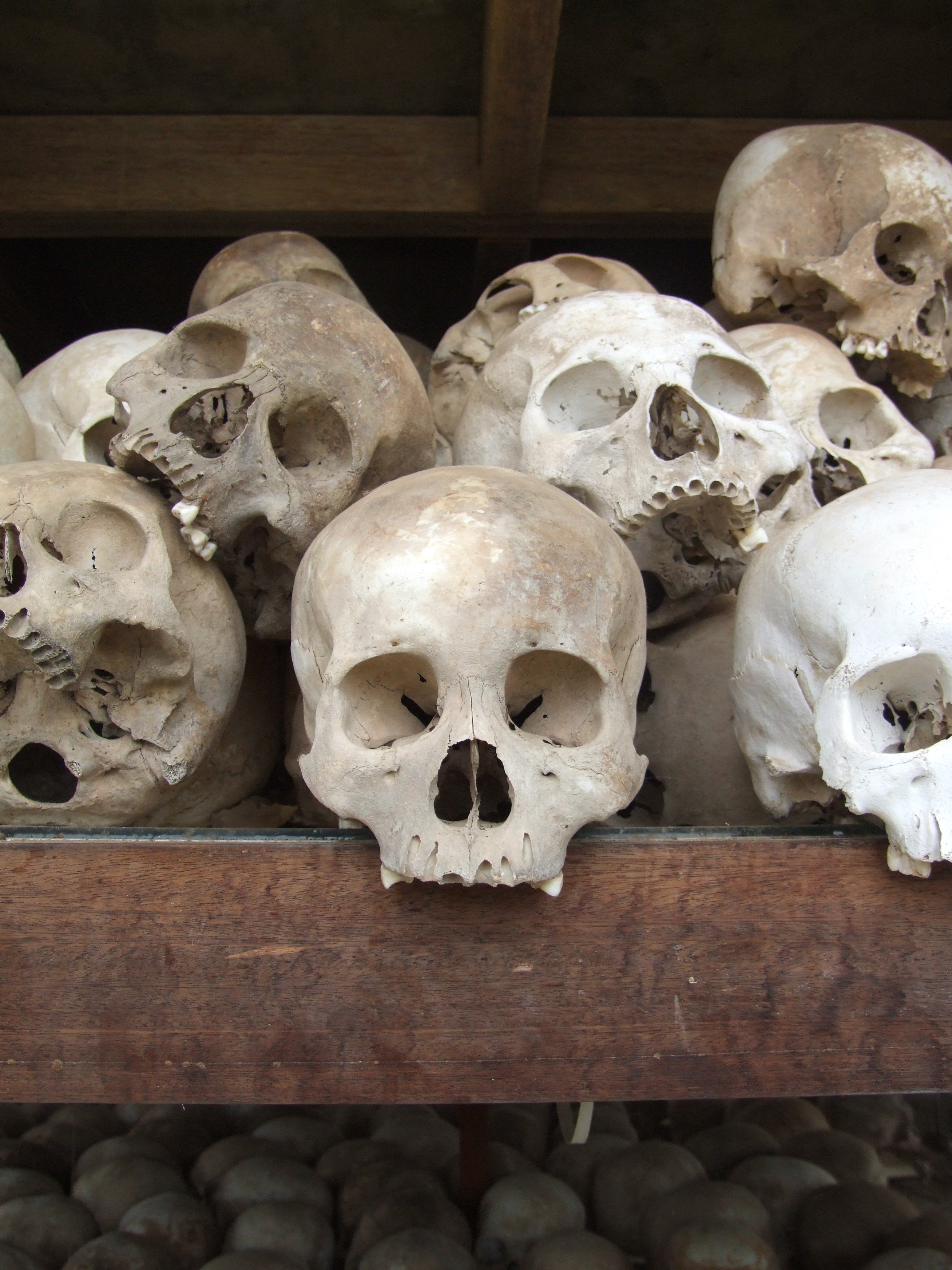
Человеческие черепа в стеклянном храме
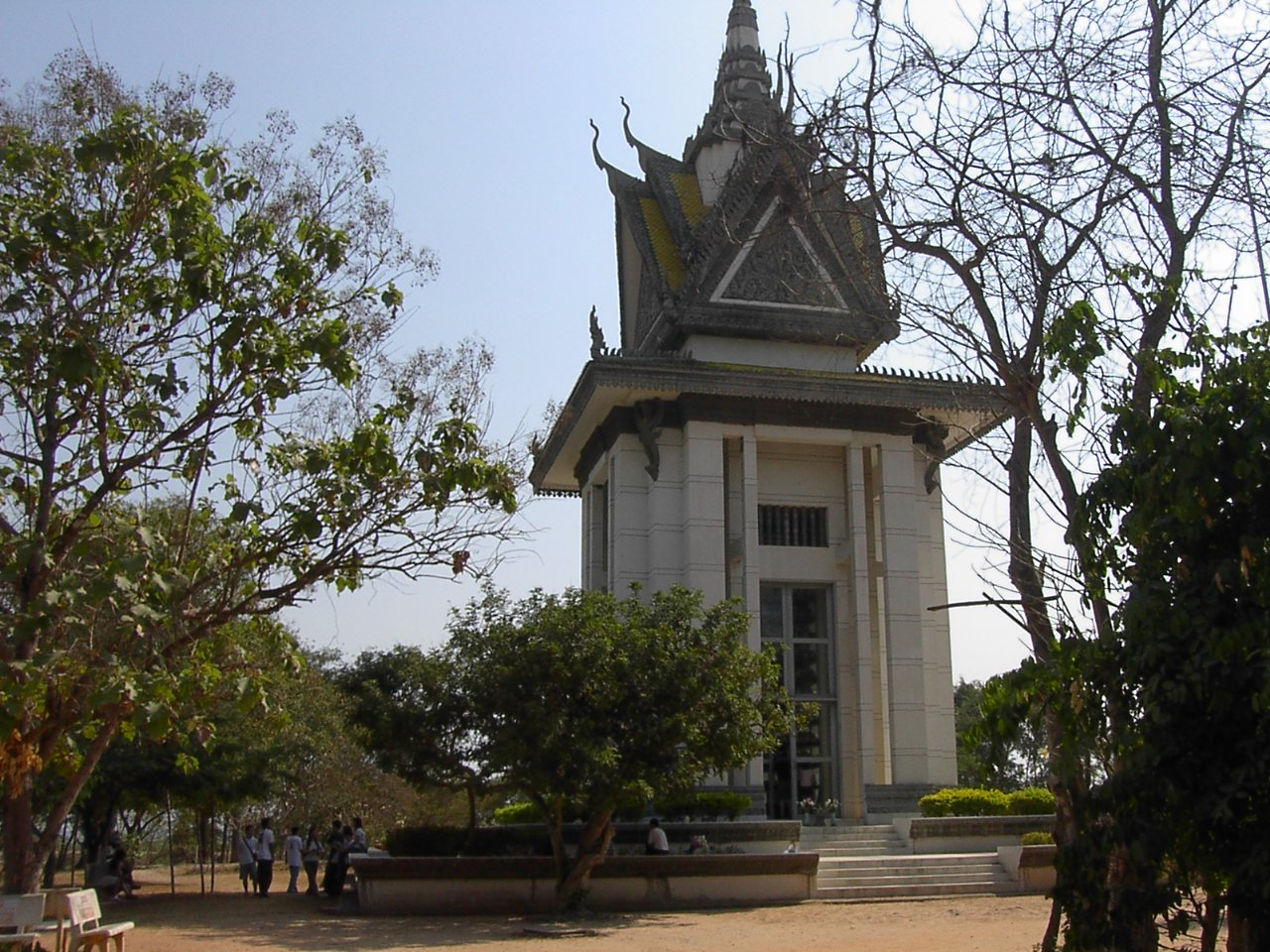
Мемориал, доверху заполненный черепами
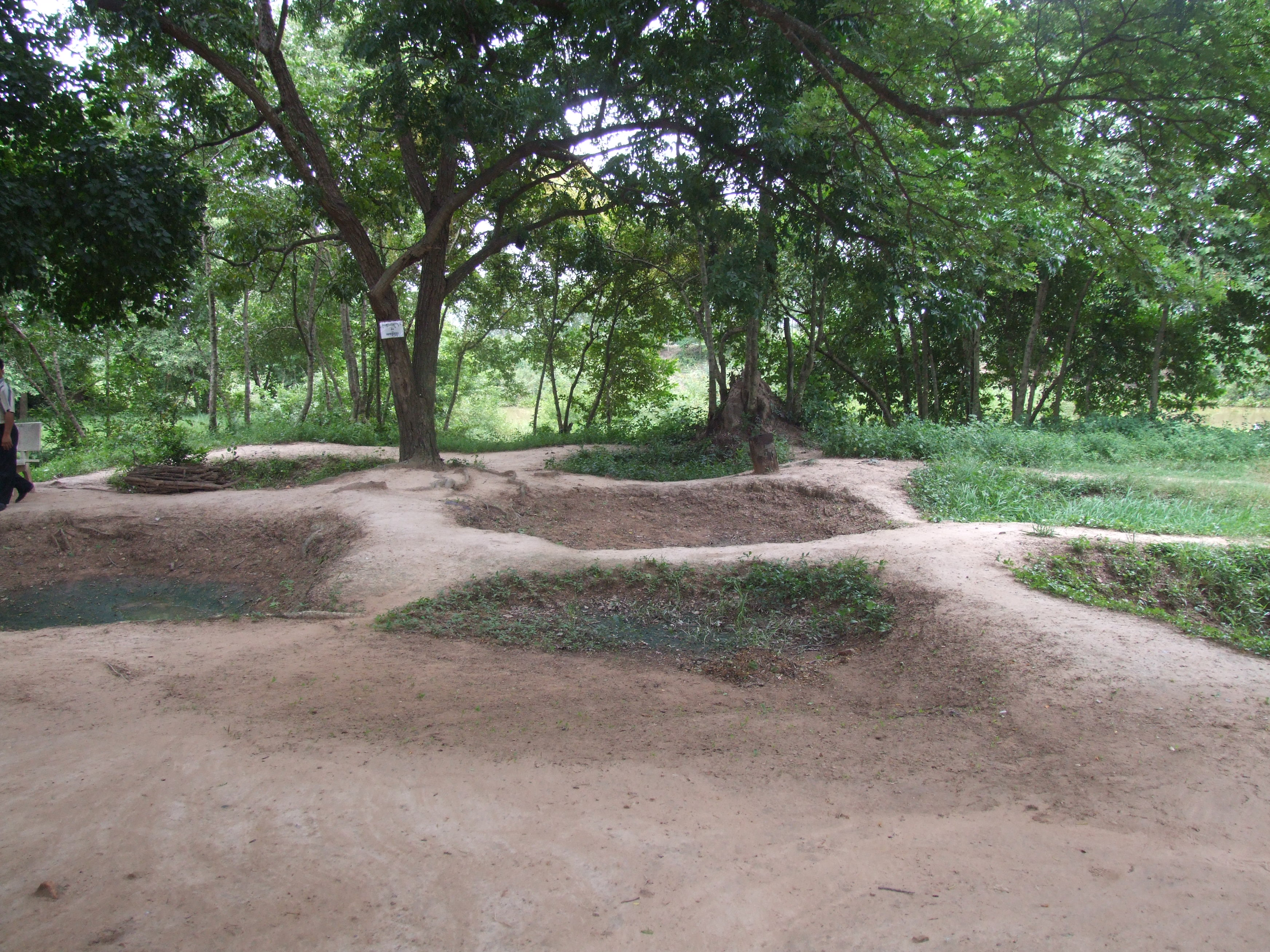
Вид массовых захоронений в Тьэнгъаеке
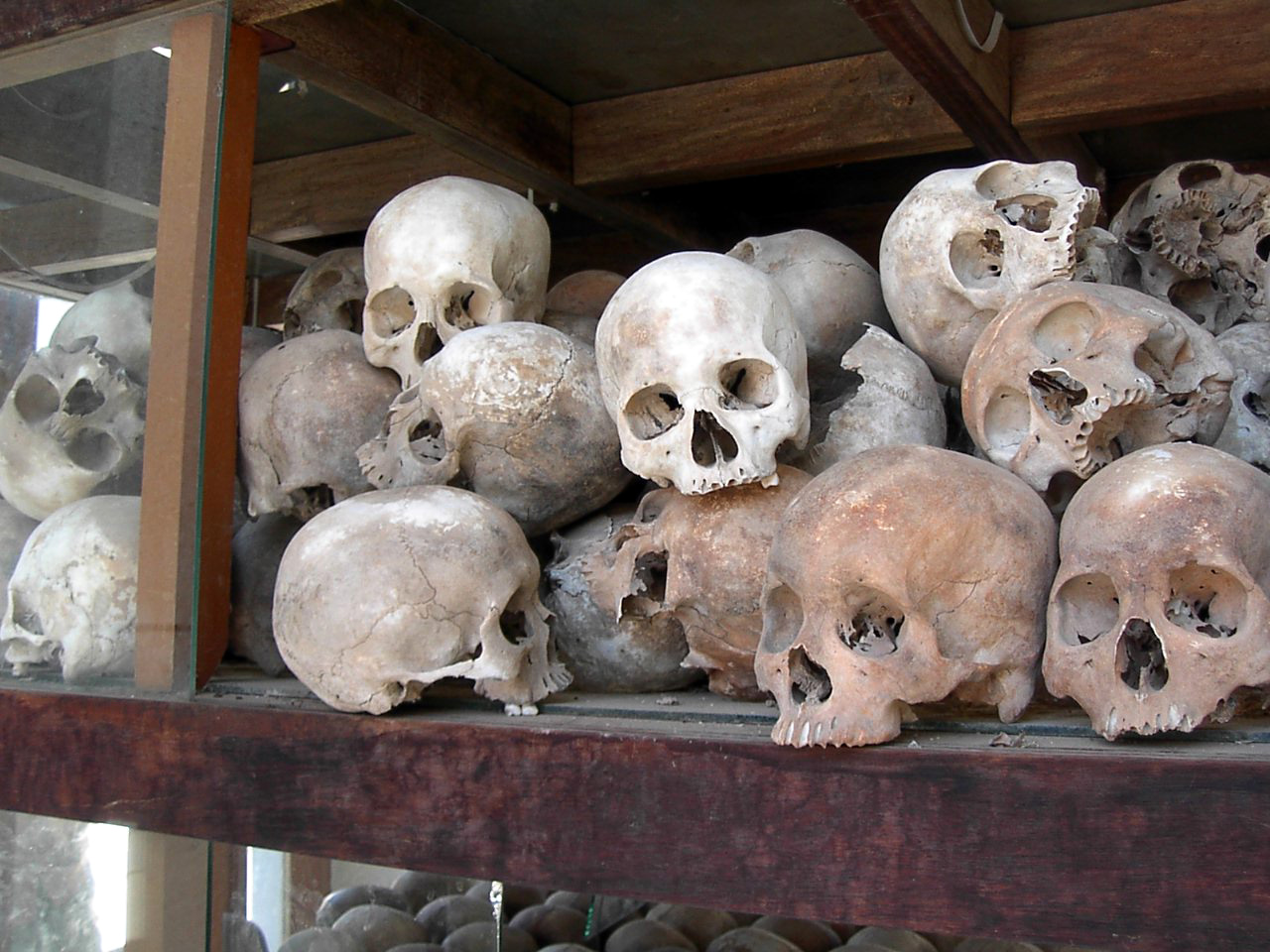
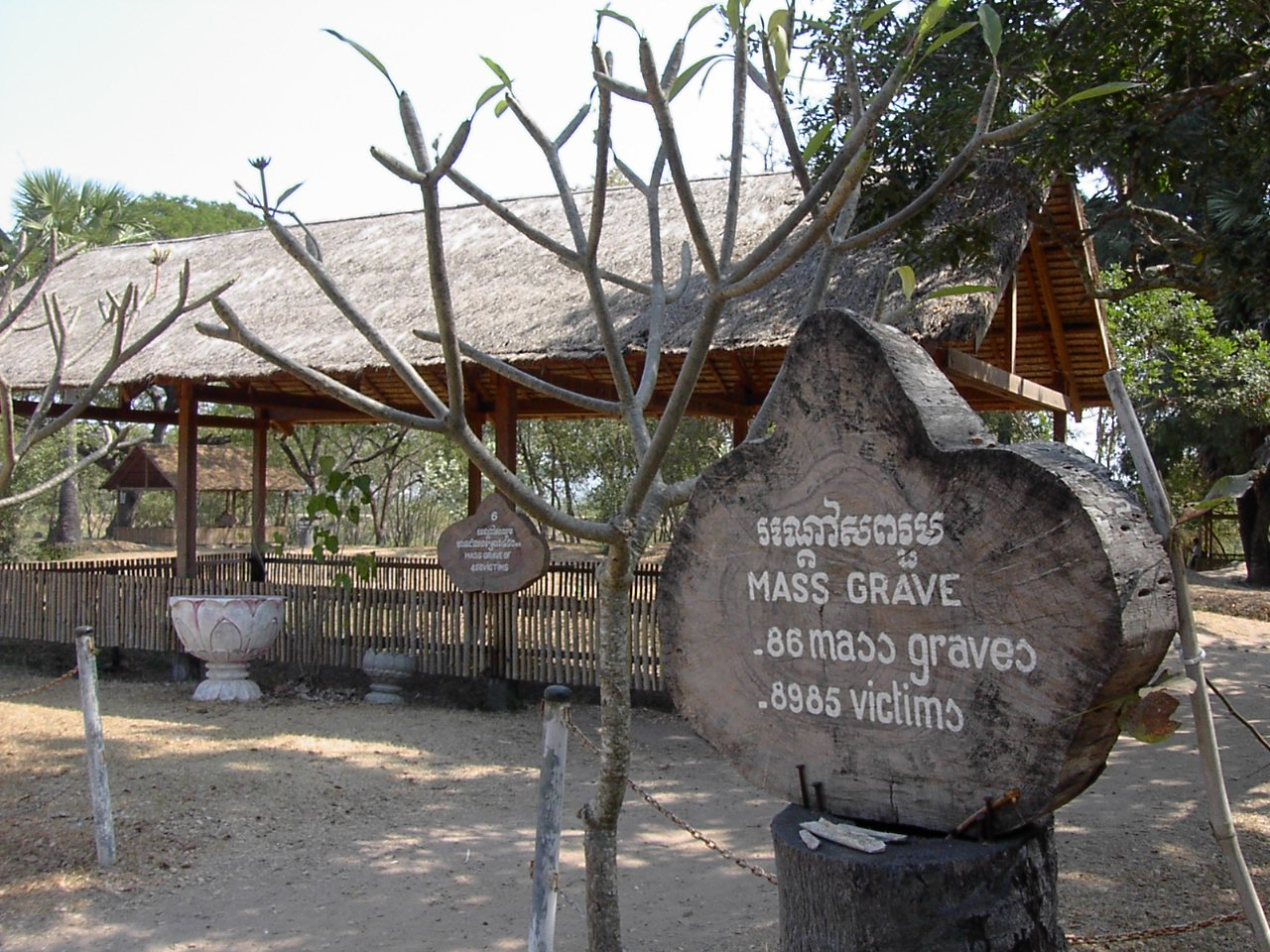
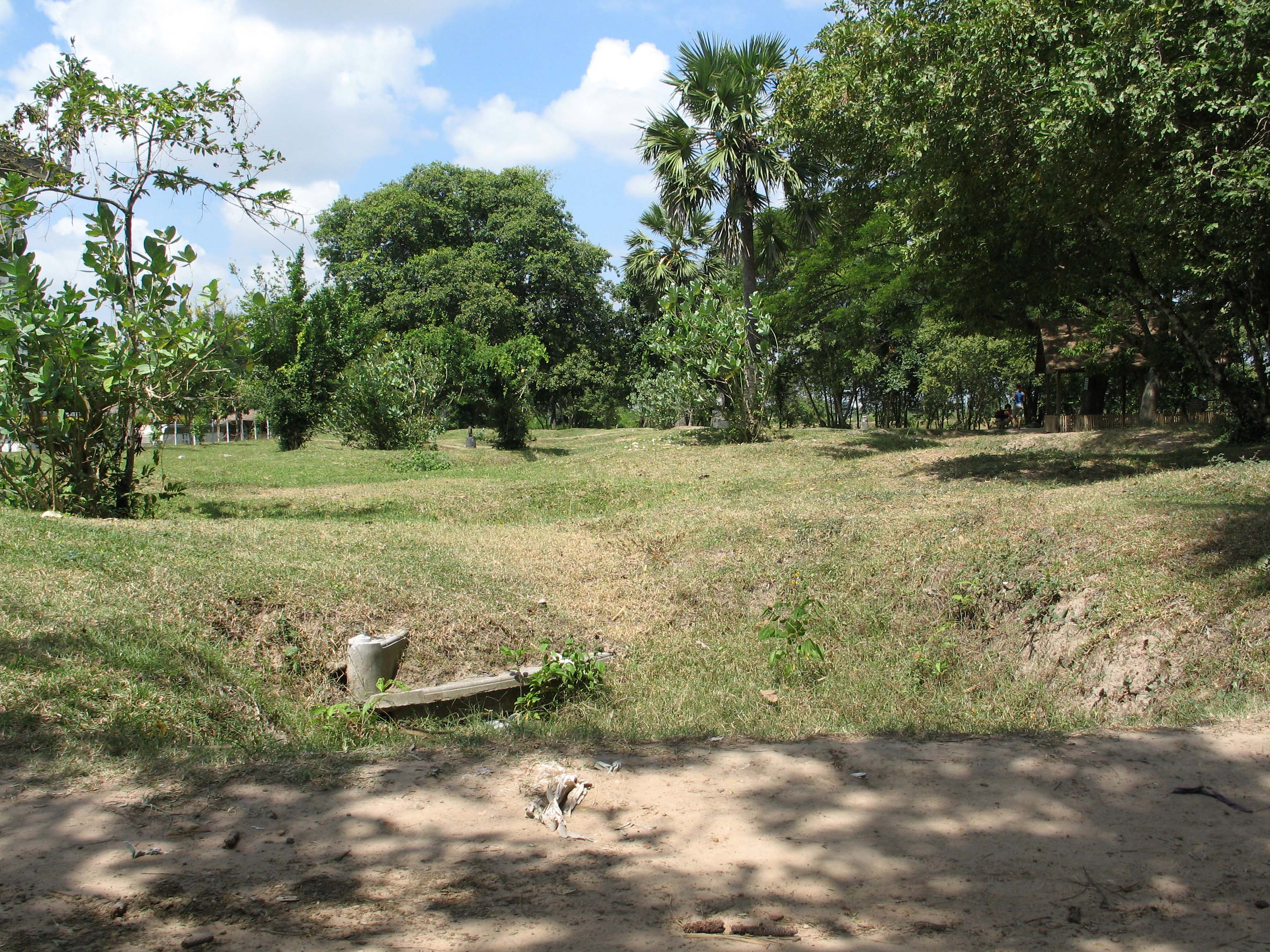
Казнилище в Тьэнгъаеке
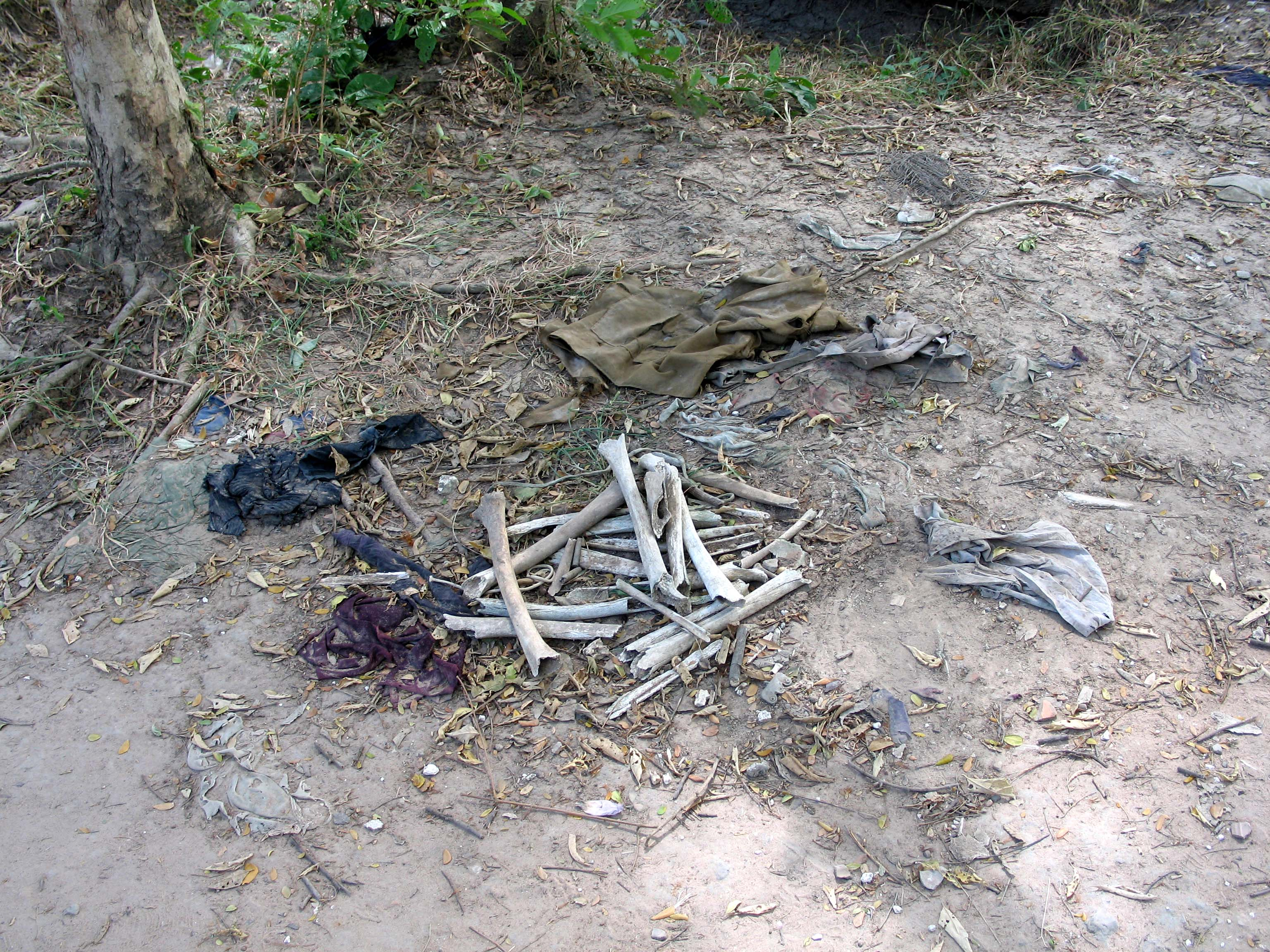
Тьэнгъаек, кости из массового захоронения
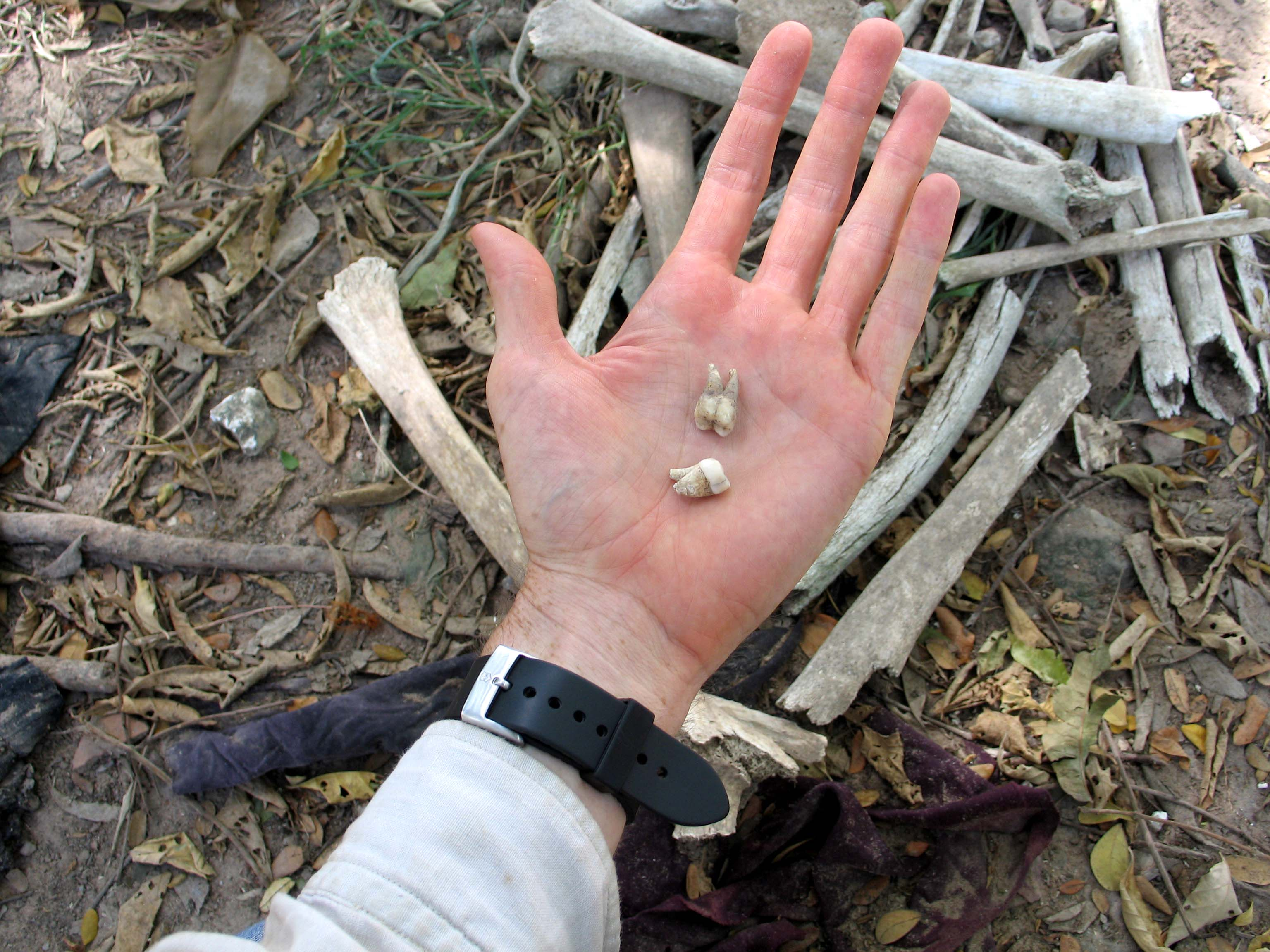
Тьэнгъаек, кости и зубы из массового захоронения
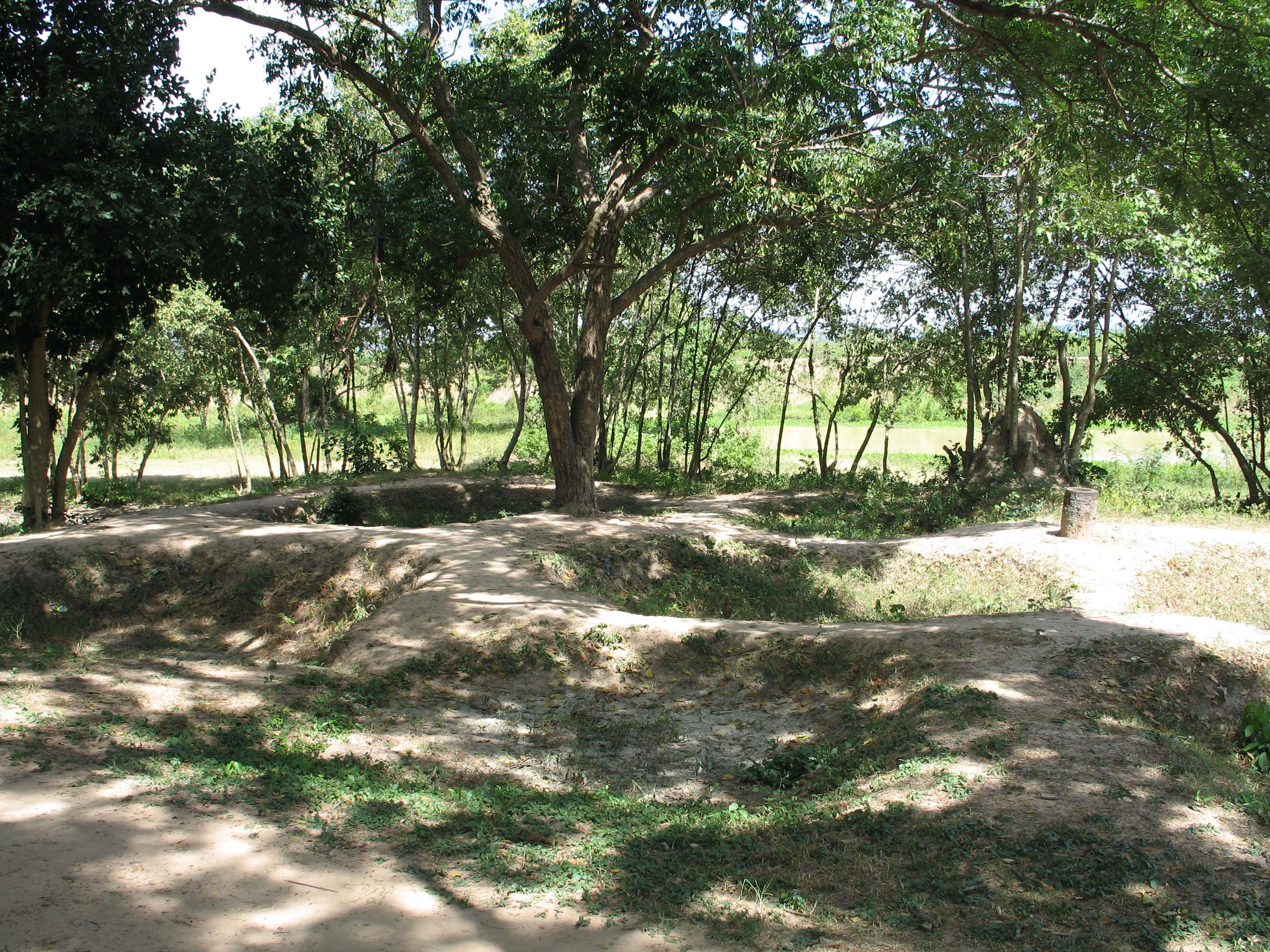
Тьэнгъаек, массовое захоронение
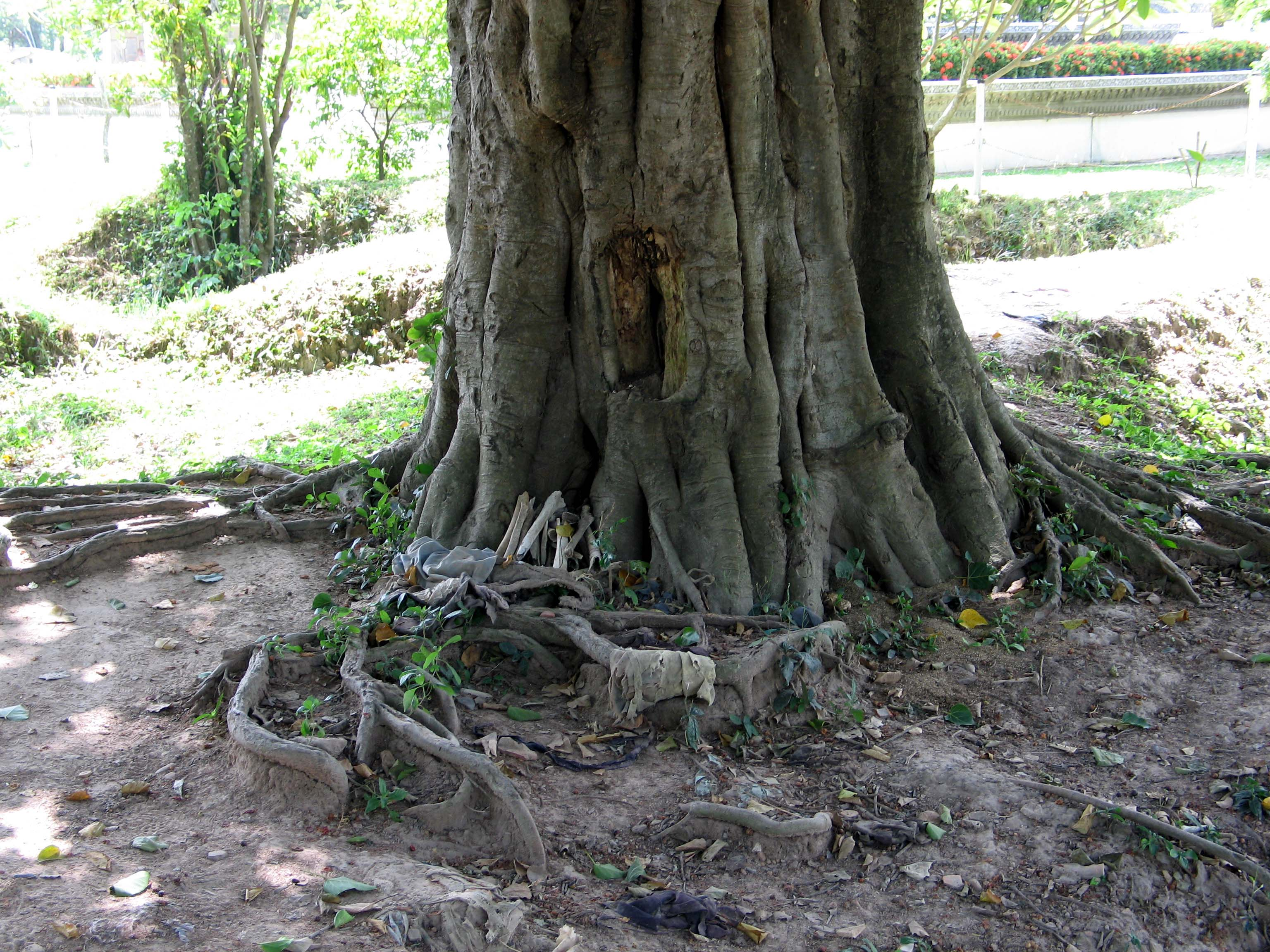
Тьэнгъаек, кости и массовое захоронение
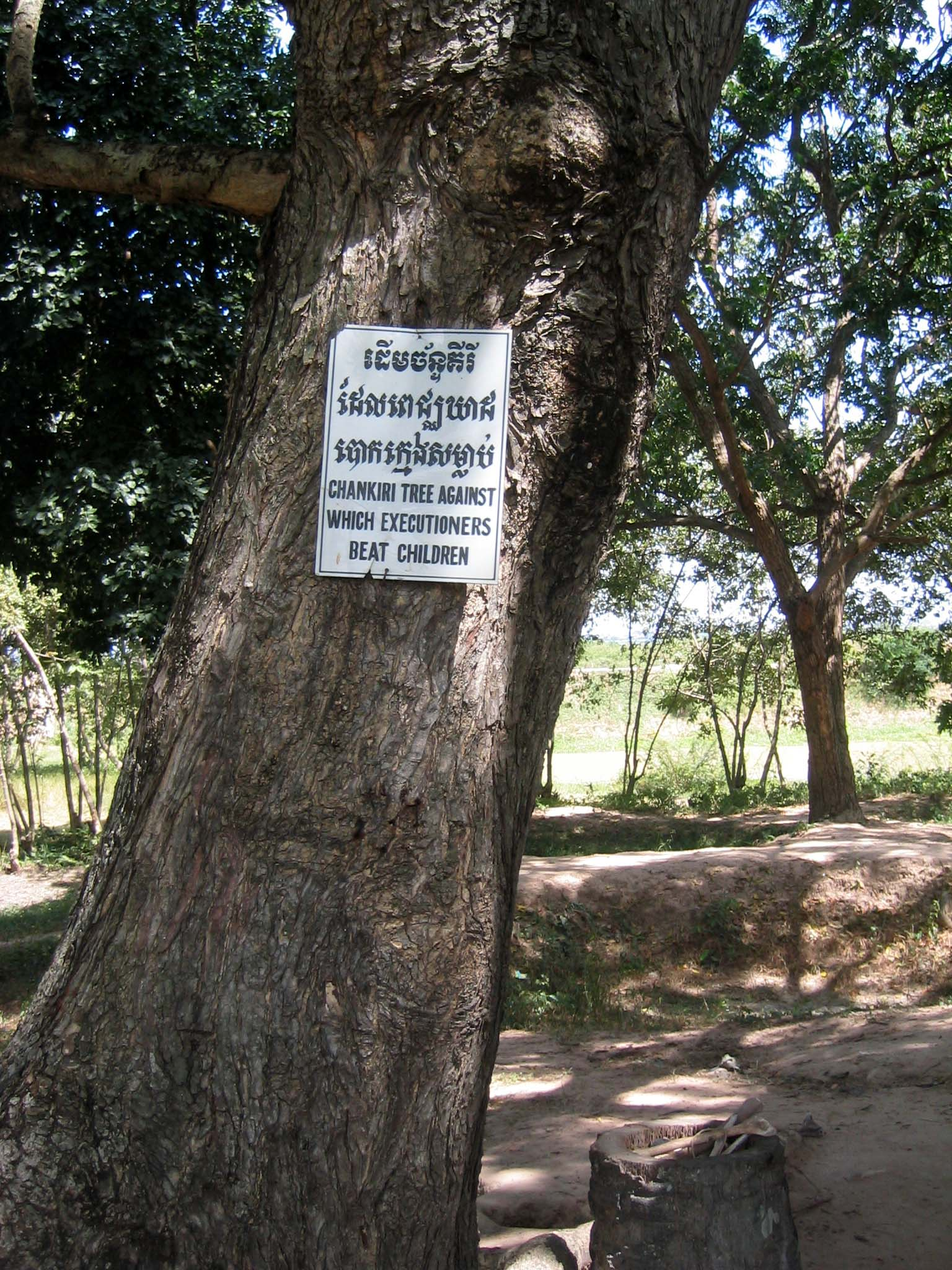
Тьэнгъаек, массовое захоронение, дерево Чанкири, которое использовалось для убийства детей
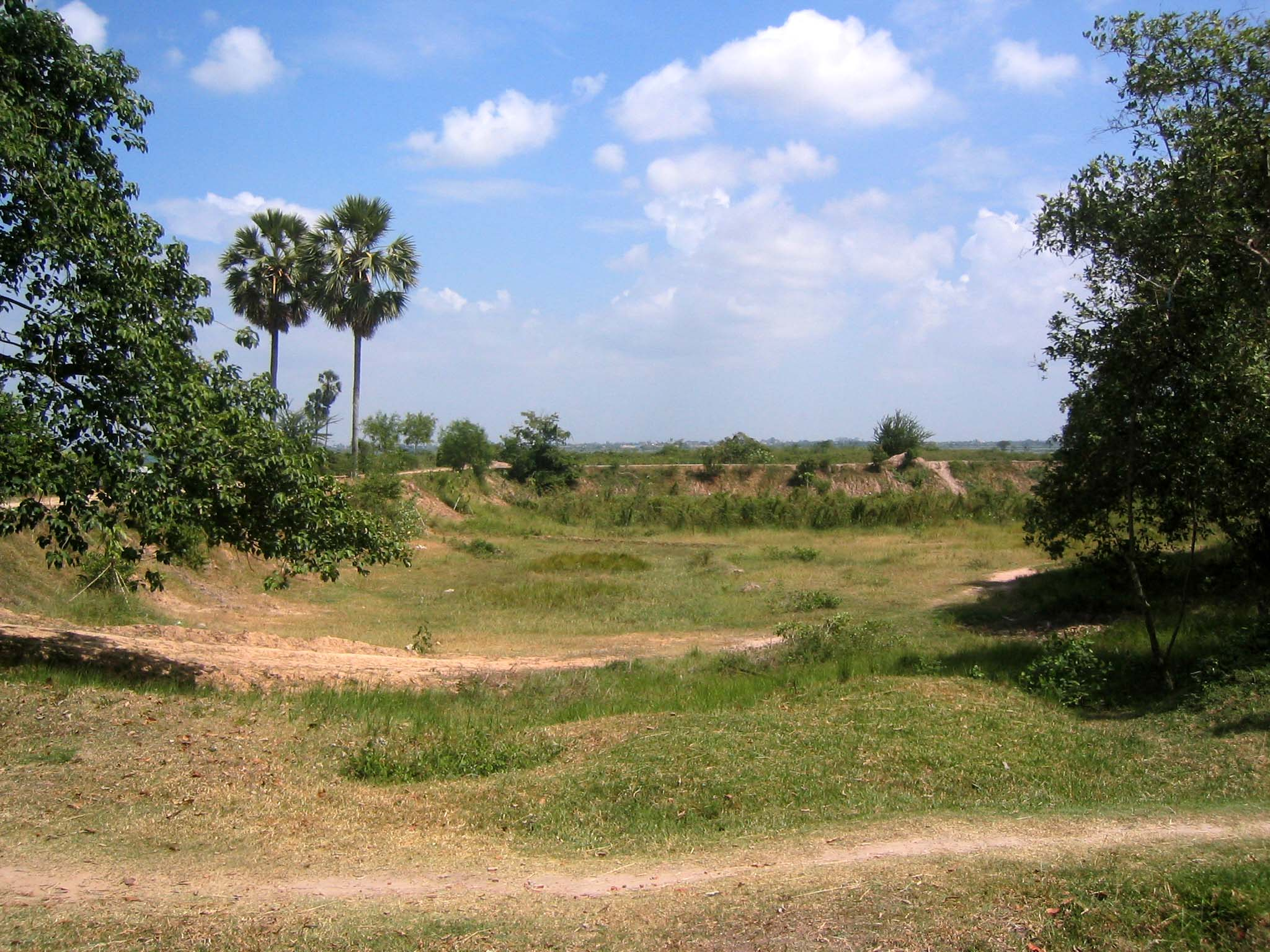
Тьэнгъаек, массовое захоронение
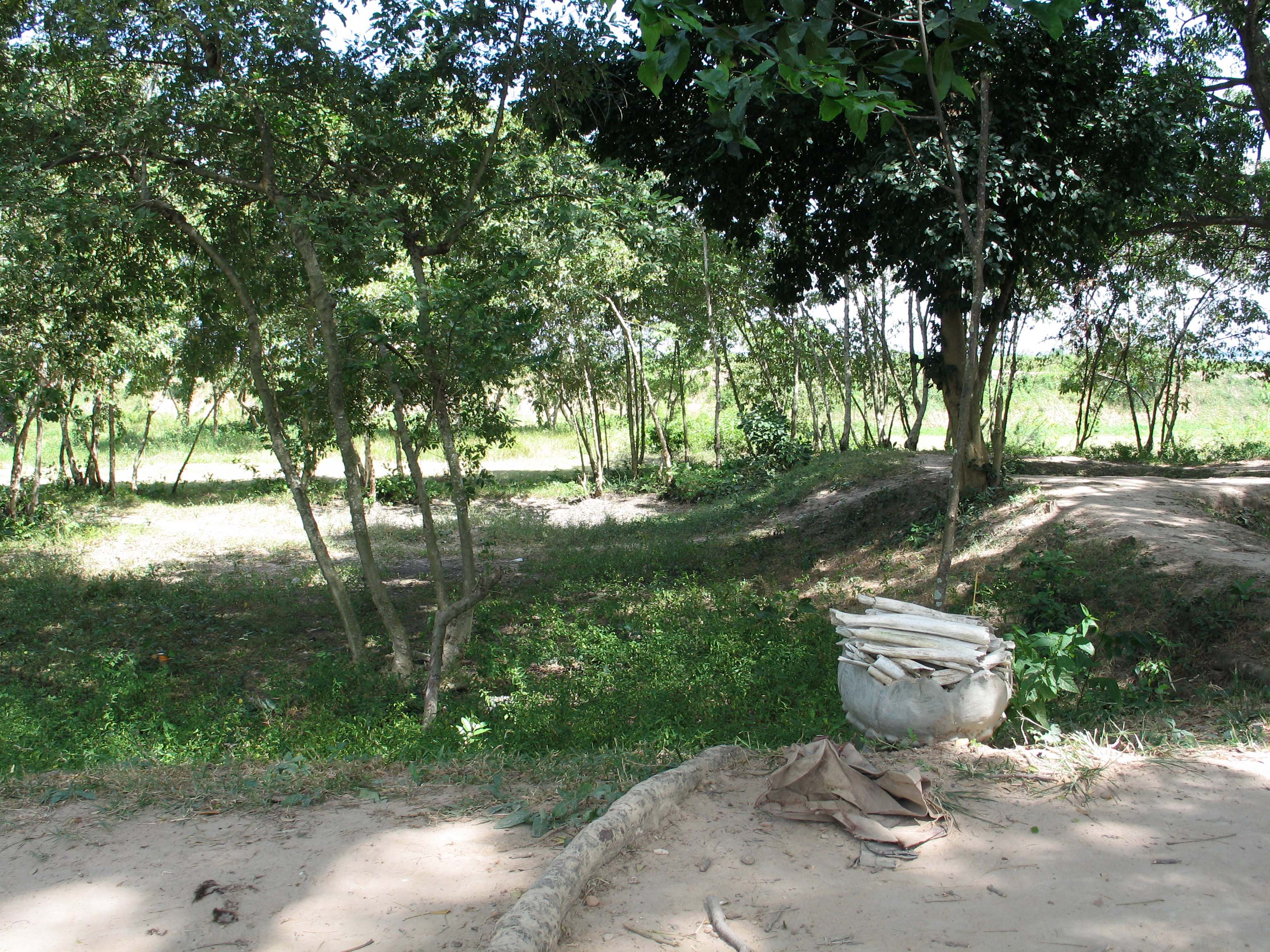
Тьэнгъаек, массовое захоронение
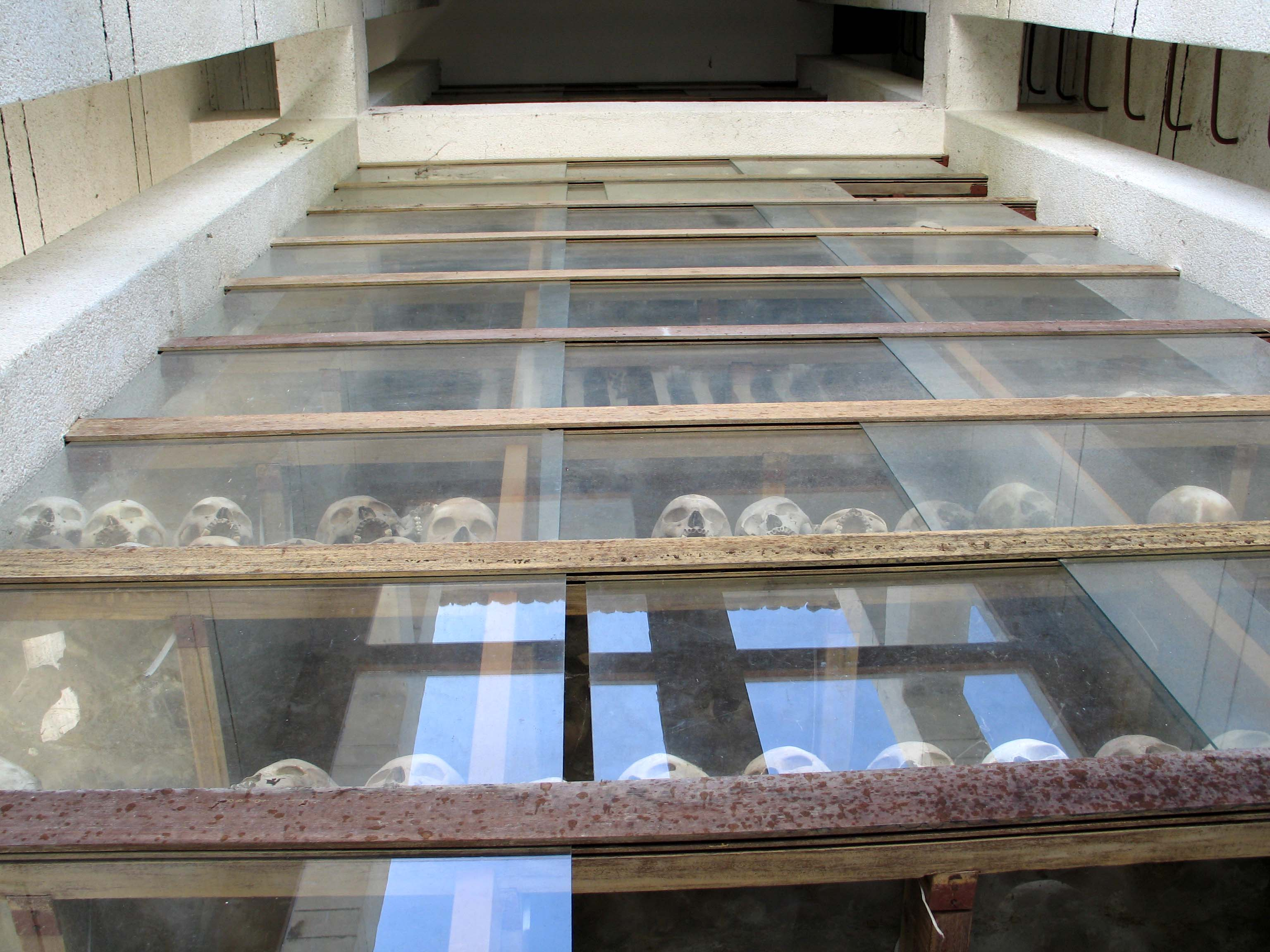
Тьэнгъаек, массовое захоронение, мемориальная ступа, черепа
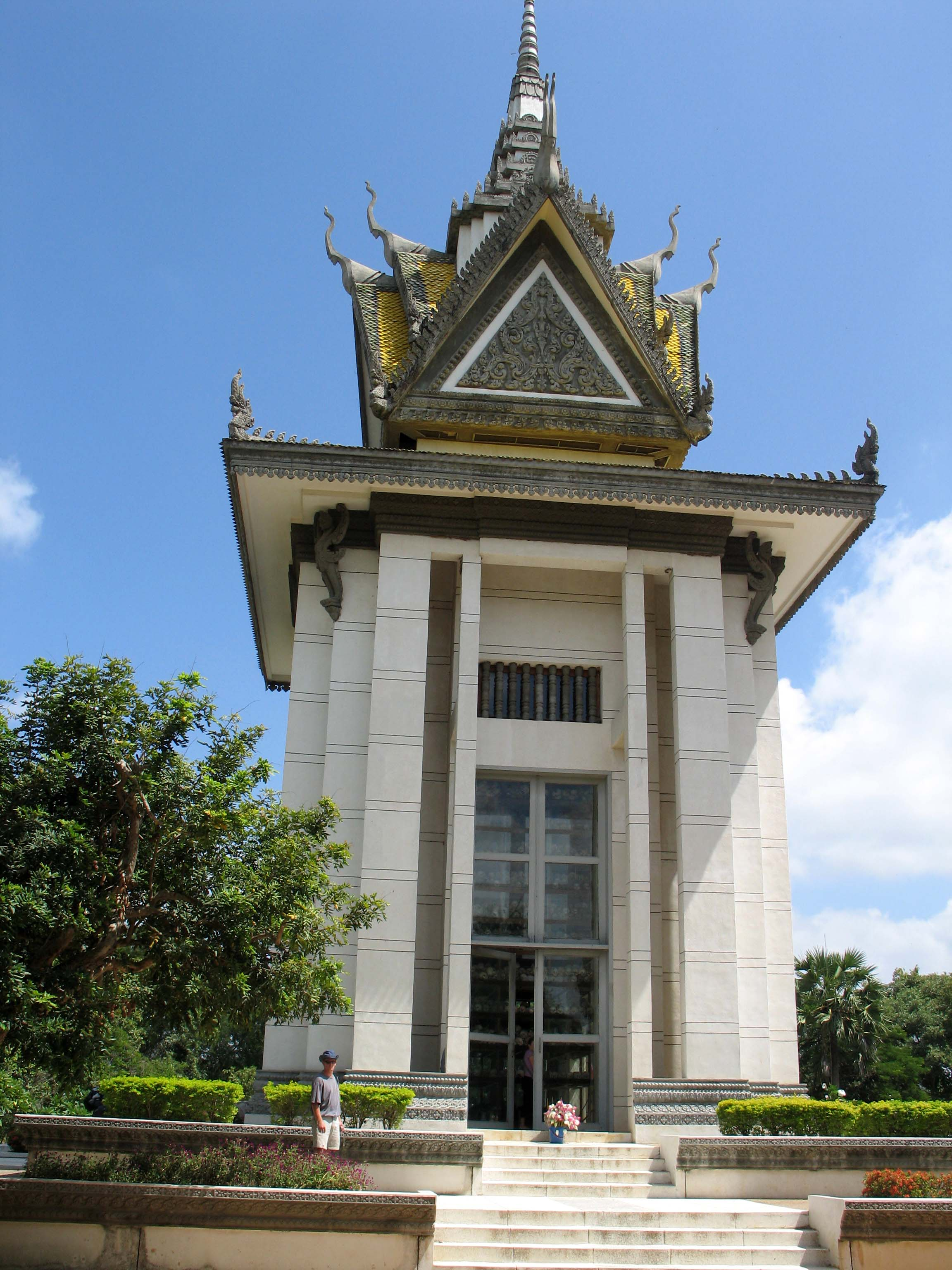
Тьэнгъаек, массовое захоронение, мемориальная ступа
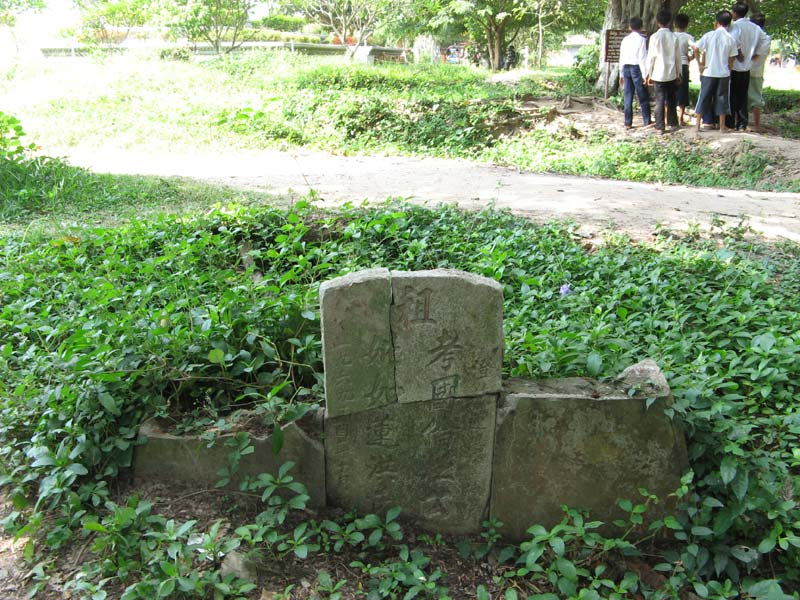
Тьэнгъаек, остатки китайского надгробного памятника